# 博克多汗冬宮

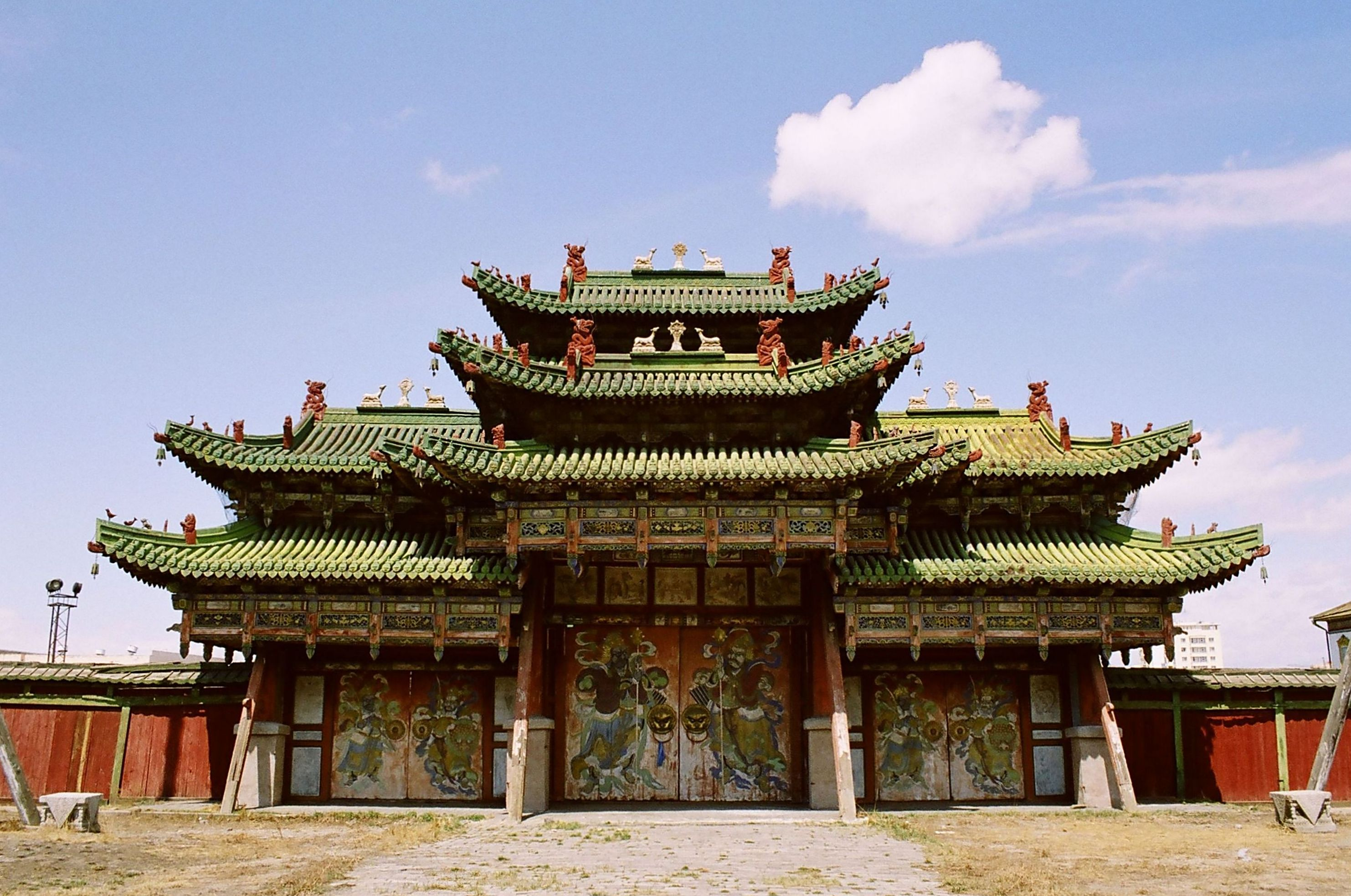
冬宮的其中一道閘

獅子守衛着其中一道門

博克多汗冬宮位於蒙古国烏蘭巴托南部的汗烏拉區宰桑山下，現爲博物館（英語：Bogd Khan Palace Museum）。這座宮殿是第八世哲布尊丹巴呼图克图博克多汗的四個住所中唯一仍存在的。
因其主要的建筑构件为绿色，故俗称“绿宫”，另外三座宮殿分別為東庫倫的“黃宮”（今苏赫巴托尔广场和国家宫周边）、“白宮”及潘德林，另有“褐宮”（或）尚存部分建築於蒙古国家行政学院（Удирдлагын академи）内。